# Julian z Tarsu
Julian z Tarsu, cs. Muczenik Iulian Anazarwskij, również Julian z Cylicji (ur. w Anazarbus w Cylicji, zm. ok. 305 w Tars) – męczennik chrześcijański za czasów panowania Dioklecjana, święty Kościoła katolickiego, prawosławnego i ormiańskiego.
Urodził się w Anazarbus w Cylicji, w rodzinie pogańskiego senatora i chrześcijanki. Gdy wybuchły prześladowania za cesarza Dioklecjana, namiestnik Marcjan pojmał młodzieńca i torturami próbował odwieść go od prawdziwej wiary. Św. Julian nie poddawał się ani namowom, ani męczarniom, więc urzędnik kazał go włóczyć za wielbłądem po ulicach miast prowincji przez prawie rok. W końcu widząc, że nic nie wskóra, nakazał, aby św. Juliana w worku wypełnionym kamieniami, z wężami i skorpionami w środku, wrzucono do morza. Jego ciało wyłowili chrześcijanie u brzegów Aleksandrii i tam je pochowali. Później doczesne szczątki Świętego złożono w kościele w Antiochii.
Jego wspomnienie liturgiczne w Kościele katolickim obchodzone jest 16 marca.
Kościoły wschodnie z uwagi na liturgię według kalendarza juliańskiego wspominają męczennika:
- Cerkiew prawosławna: 21 czerwca/4 lipca[a], tj. 4 lipca według kalendarza gregoriańskiego,
- Kościół ormiański: 18 kwietnia/1 maja, tj. 1 maja.

Julian z Tarsu często mylony jest z innym męczennikiem Julianem z IV wieku, który także poniósł śmierć za czasów ówczesnego cesarza w Antiochii.